# Spanska folkens kommunistiska parti
Spanska folkens kommunistiska parti (spanska: Partido Comunista de los Pueblos de España) är ett politiskt parti i Spanien. Partiet bildades 15 december 1984, på vad man kallade en kommunistisk enhetskongress, genom en sammanslagning av Partido Comunista de España Unificado, Movimiento de Recuperación del PCE, Movimiento para la Recuperación y Unificación del PCE, Candidatura Comunista samt ett par till mindre grupper. Partiet kallade sig då Partido Comunista (ung. Kommunistiska partiet) och bytte till sitt nuvarande namn (som betonar att man betraktar Spanien som bestående av många olika folk) 1986.
Alla 1984 sammanslagna grupper hade brutit sig ur Spaniens kommunistiska parti under 1970-talet eller 1980-talet och motsatte sig den där inslagna eurokommunistiska vägen. PCPE var med och skapade Izquierda Unida 1986 men lämnade koalitionen 1989.
Strax efter bildandet "erkändes" partiet av bland annat SUKP. År 2000 sammanslogs partiet med Partido Comunista Obrero Español, som brutit sig ur Spaniens kommunistiska parti efter den sovjetiska invasionen av Tjeckoslovakien 1968, och man har sen dess gett ut tidningen Unidad y Lucha (Enighet och kamp).
Partiet har aldrig erhållit mandat i Spaniens parlament. Vid parlamentsvalet 2008 fick partiet 0,08% av rösterna.
Partiets ungdomsförbund heter Juvnetud Comunista de los Pueblos de España (Kommunistisk ungdom för folket i Spanien).